# 法律扶助基金會
法律扶助基金會（英語：Legal Aid Foundation），全稱為財團法人法律扶助基金會，通常又簡稱為法扶會、法扶，正式成立於2004年7月1日，是台灣的一個以「為經濟上的弱勢者支付訴訟費用及律師報酬，提供法律的專業扶助，實現訴訟的平等權」為宗旨，由政府所捐助設立的私法人組織，也是台灣第一個公辦民營的法律扶助機構，主管機關與捐助成立者為中華民國司法院。第一任董事長為蔡墩銘，第二任董事長為古登美，第三任董事長為吳景芳，第四任董事長為林春榮，第五屆董事長為羅秉成，後因第五屆董事長羅秉成入閣，擔任政務委員一職，因此由輔仁大學法律學系教授吳志光董事擔任代理董事長。經第五屆董事會改選後，第五屆後半董事長任期由萬國律師事務所特別顧問范光群律師擔任，後續范光群律師並接續擔任第六屆董事長，第七屆董事長為陳碧玉前大法官出任，現任第八屆為莊秋桃擔任董事長。

## 組織源起
雖然各法院、檢察署設有為義工服務中心，然而專業性及案件之涉入性往往不足；而又由於義務辯護律師的可遇不可求，公設辯護人制度之不彰，加以各制度間零星而欠缺水平整合，使得真正的經濟弱勢者難以得到有效又完整的協助。
在這個背景下，1998年間，由林永頌律師及鄭文龍律師發起，結合「民間司法改革基金會」、「台北律師公會」及「台灣人權促進會」三個團體，參考世界各國法律扶助、法律救助機構之運作，開始推動台灣的法律扶助制度。
1999年7月，司法院主辦的「全國司法改革會議」作成「推動法律扶助制度」決議，因與發起者的目標一致，因此加深推動之決心。2003年12月23日，經過民間之多方奔走及司法院之支持，立法院三讀通過《法律扶助法》。2004年1月7日《法律扶助法》公布施行，同年4月28日法律扶助基金會完成法人登記，7月1日法律扶助基金會正式受理民眾申請。

## 組織簡介
財團法人法律扶助基金會除總會外，目前共有22個分會。除最早於2004年7月1日受理民眾申請時同時於臺北、臺中、臺南、高雄、花蓮等縣市成立的5個分會外。2005年1月又於桃園、新竹、彰化、宜蘭、臺東等5縣市成立分會；在發起律師的堅持下，該年7月，又快馬加鞭地增設基隆、苗栗、南投、雲林、嘉義、屏東、澎湖、金門以及馬祖等9個縣市的分會。2006年12月，再成立板橋分會（現已更名為新北分會），並於2009年8月31日成立士林分會，2017年8月成立橋頭分會，以及2018年3月12日成立原住民族法律服務中心，為弱勢的民眾服務。

## 制度說明
為了使資源能妥善利用，以造福最需要的民眾，申請法律扶助要具備兩個條件：（一）申請人申請扶助的案件不能顯無理由，亦即在訴訟上有勝訴的可能。（二）申請人全戶人口的資力（包括全戶人口的總收入以及總資產）需低於基金會的扶助標準；或是申請人本人屬於符合台灣的社會救助法所規定的低收入戶，並提出證明文件。如果申請的個案為台灣刑事訴訟法規定的強制辯護案件，則例外的不審查申請人的資力。
具體流程係在資力審查後，與審查委員進行面談，以瞭解案件是否顯無理由，嗣後再由三位審查委員進行評議，以決定個案是否須加以扶助。
另外由於至2006年9月止，金門只有二位律師，而馬祖更是無任何律師，且因為地處偏遠，所以此二地通常會與台北分會透過視訊或電話的連線，進行案件的審查與評議。
目前法扶會的案件是以訴訟代理為主。自2009年4月起，法律扶助基金會推出「擴大法律諮詢」專案，透過簡式資力審查，民眾不限經濟條件，均可以得到免費的法律諮詢服務，擴大法律諮詢服務預約可透過網路www.laf.org.tw辦理；自2015年5月起，開辦電話法律諮詢服務，提供民眾有關勞工案件、債務問題、原住民案件之法律諮詢，並於2017年11月起新增家事案件類型的法律諮詢服務，以電話預約412-8518手機請加02，通話時間限於20分鐘。

## 未來挑戰
台灣的法扶會目前面臨的最大挑戰之一，在於經費之不足，每年5億元新台幣的經費，相較於歐美國家與日本動輒相當於數十億、百億新台幣的經費，已顯短蹙；即以鄰近的香港為例，2004年法律援助署法律援助服務局 （页面存档备份，存于） 1年扶助經費達7億8千萬港幣，折合台幣約30億元，以香港當時的684萬人口約為台灣的4分之1，經費卻達5至6倍。相差不可以道里計。
另外，人員的不足亦是法扶會的一大挑戰，至2015年11月止，法扶會共有14位專職法律扶助案件律師，其餘律師須統一委由法扶會派案予其餘自願參與個案的執業律師。在每年有上萬件申請法律扶助案件的情形下，增加整體個案扶助品質，將是法扶會有待努力的目標。

## 社會評價
法扶會的成立，的確使得社會上的經濟弱勢族群也受到幫助，據法扶會的資料顯非，無論民事或刑事案件，皆有逾半的申請人因法扶會的協助而受到實質助益。數千名參與扶助的律師只接受法扶會補助一般個案市場行情的三分之一至二分之一的律師費，更顯示台灣法律專業人士回饋社會的使命感和責任心。
然而，亦有報導指出，法扶會個案審查有時流於草率，有些民眾偽裝低收入戶，濫用法律扶助制度，讓國家出錢替他打官司。對此，法扶會則認為資格審查不宜過度設限，以免有害制度美意。
其次，由於接手法扶會個案之報酬較市場行情低許多，以致可能有不少願意接案的律師，不是因為平時本係收入欠佳而以法扶補貼者；就是欲訓練自己訴訟技巧的新進的律師，導致扶助案件的數量提升之際，品質未能同時提升，而又陷入訴訟「富人優勢」的循環。
不過，無論如何，法律扶助的制度化在台灣乃係初步建立，多數輿論認為法扶會目前之作為瑕不掩瑜，未來的運作若逐漸上軌道，台灣的人權將因此獲得更周延的保障。

## 外部連結
- 法律扶助基金會官方網站 （页面存档备份，存于）
- 法律扶助基金會Facebook粉絲專頁 （页面存档备份，存于）
- 法律扶助基金會YouTube頻道 （页面存档备份，存于）